# 대한민국의 자유주의
대한민국의 자유주의는 대한민국의 자유주의 사상을 말한다.
자유주의를 형성하고 있는 요소는 크게 형식적 자유(법률적·정치적·사상적 자유)와 실질적 자유로 나뉜다. 전자는 후자를 실현하기 위한 방법이고, 후자의 가장 중요한 요소는 경제적 자유이다.
자유주의는 기본적으로 자유주의, 개인주의, 민주주의, 시장 경제, 삼권 분립, 문화적 자유주의, 사상의 자유, 표현의 자유, 집회의 자유, 종교의 자유 등을 포함하며, 분파에 따라 사회적 자유주의, 고전적 자유주의, 수정자본주의, 신자유주의, 자유주의적 여성주의 등으로 나뉜다.
문지영 케임브리지대 연구원은 "개화기에 자유주의를 수용한 이래 임시정부, 건국 헌법, 민주화 담론에 이르기까지 한국의 모든 자유주의는 자유경쟁을 원리로 하는 효율적 시장에 대한 믿음을 꽃피운 적 없이 항상 ‘사회적 자유주의’로 나아갔다"고 평가하였다. 개화기 이후 한 세기가 넘는 시간 동안, 대한민국의 좌우 세력은 각자의 방식으로 자유주의를 해석했고, 자유주의의 의미도 계속 변화하였다.

## 정치, 법률, 사상적 자유주의

### 조선과 대한제국
식민지 시대 마르크스주의 역사학 계열에 속하는 백남운은 정약용을 비롯한 18세기 실학 사상가들을 "근세적 자유주의의 일 선구"라고 평가했다. 반면 민족주의 사학자인 안재홍은 "근대 자유주의의 개조(開祖)"라고 평가하였다.[출처: 한국민족문화대백과사전(실학(實學))]
대한민국의 근대적 자유주의는 개화파에 뿌리를 두고 있다. 《독립신문》으로 대표되는 개화파의 ‘초기 자유주의’에는 엘리트주의가 내재돼 있었고, 자유의 주체인 ‘개인’은 근대사상에 눈뜬 서구적 지식인으로 한정되었다. 개화파가 쿠데타를 일으키고, 동학을 비판하고, 외세를 신뢰하다, 마침내 친일로 돌아서게 된 것도 ‘초기 자유주의’의 한계에서 비롯했다고 이나미 고려대학교 연구교수는 분석하였다. 한겨례21에 따르면, 한국에 자유주의가 등장했을 때, 그것은 ‘모든 개인’이 아니라 ‘엘리트적 개인’에만 주목했던 것이었다.

### 일제 강점기(1910~1945)
1935년 자유주의적 여성주의자 나혜석은 정조 취미론을 발표, 순결과 정조(貞操)는 '도덕도 법률도 아닌 취미'라고 주장하였다. 그는 자신의 아내, 어머니, 누이, 딸에게는 순결함을 요구하면서 다른 사람의 아내나 어머니, 누이, 딸에게는 성욕을 품는 한국 남자들의 위선적인 행동에 대한 비판과 자유연애주의를 주장하였고, 당사자들의 의견이 존중되지 않고 집안의 뜻에 따라 결혼하는 것에 대한 비판, 가정폭력을 일삼는 남성들에 대한 비판 등으로 화제가 되기도 했다.

### 광복 직후미군정기(1945~1948)
재조선 미국 육군사령부 군정청(在朝鮮 美國 陸軍司令部 軍政廳) 또는 미군정(美軍政)은 1945년 8월 광복 이후, 미합중국 육군 제24군단이 점령하여 1945년 9월 9일부터 1948년 8월 15일 대한민국 정부 수립까지, 조선총독부에게서 한반도의 행정권, 치안권 등을 이어받아 38도선 이하 한반도(및 그 부속 도서)를 통치했던 기구, 혹은 그 시기를 가리킨다.
워싱턴 연방정부가 제24군단장 존 하지 중장을 군정 사령관으로 임명했고, 곧이어 소장급 육군 장성들이 군정장관을 맡았는데, 원래 남한의 미군정 사령관은 군정장관을 겸직하는 직책이기 때문에 2명의 군정장관(사령관이 겸직하는 군정장관 및 사령관을 보좌하는 군정장관)이 남한의 미군정청을 함께 다스렸다. 하지 혼자서는 남한 전역을 다스릴 수가 없는 형편이라 그의 부하들을 군정장관으로 임명한 것이다. 그러니까 시시콜콜한 정무들은 그의 부하들의 몫이었다.

게다가 하지 중장은 더글러스 맥아더 원수의 예하 지휘관 가운데 한 명이었으며 미군정도 맥아더가 주재하던 연합군 최고사령부의 지시를 받았다. 그러나 맥아더는 일본의 통치에 집중하고 있어 한국의 미군정에 대해서는 간섭 자체를 거의 하지 않았고, 사실상 미군정은 워싱턴 연방정부의 지시를 받았다. 원래 구상에서 크게 벗어나는 불협화음의 연속으로, 차라리 달러화를 그대로 쓰는것이 나을정도의 통화정책을 펼친데다가 건준과 인민위원회를 해산시킨 뒤 각종 삽질을 일삼고, 토지 개혁을 미루는 등 혼란이 극심했다.

### 이승만 정부 (1948~1960)
이승만 정부는 공산주의에는 언론·사상의 자유를 적용할 필요가 없다는 ‘냉전 자유주의’를 제기했다. 박찬표 목포대학교 교수는 “구한말 개화기의 자유주의는 독립·부강을 위한 체제 이념으로 수용됐고, 해방 이후의 자유주의 역시 남한 반공 체제를 정당화하는 국가 건설의 이념으로 자리잡았다”고 분석하였다.
그러나, 이승만 정부 당시 여당과 제1야당의 정치 노선은 실질적인 의미에서 자유주의 노선이라기보다, 반공주의의 기반 아래에 뭉쳐진 보수주의 노선에 가까웠다. 이러한 노선은 자유주의 헌법 원리, 제헌의회 작동 원리를 받아들이고 있다는 것을 전제하고 있었으나, 현대적 자유주의에서 추구하는 자유주의의 본의와 다른 것이었다.
1952년 7월 4일 오후 8시 군경들이 국회의사당을 포위한 가운데 발췌개헌안이 통과되었고, 7월 7일 공포되었다. 이로써 대한민국에 최초로 대통령 직선제가 도입되었으며, 대한민국 국민은 처음으로 국민투표를 통해 대통령을 뽑게 됐다.
1958년 1월 1일 자유당과 민주당은 협상선거법을 통과시켰다. 언론보도를 제한한 규정에 대해서는 위헌이라는 시비가 있었지만, 민주당이 이를 묵인함으로써 개정될 수 있었다. 민주당은 소선거구제와 선거구 증설, 무소속과 군소정당 후보에 타격을 줄 수 있는 입후보 기탁금제 등에서 자유당과 이해를 같이했고, 민주당이 강력히 요구하고 있던 선거참관인의 확대를 「선거법」 개정에 포함시키는 대가로 선거공영제와 언론 규제 조항 삽입을 양보한 것이었다.  협상선거법의 언론 규제 조항 삽입은 자유당이 본격적으로 부정선거를 기획할 수 있도록 기초를 제공했으며, 언론과 국민의 기본권이 규제를 당하게 되는 결과를 낳았다.
이는 민주당계 정당이 대한민국 초기 단계에서 현대적 의미의 자유주의를 기반으로 했다기보다, 제한된 자유권을 전제로 한 반공주의에 기반하고 있었다는 것을 방증한다. 따라서, 이 당시 제1야당이 갖고 있던 정치 노선의 특징에서 여당인 자유당과의 차이점은 보수주의와 자유주의로 가르는 것보다, 친이승만과 반이승만으로 가르는 것이 합당하다고 할 것이다.

### 제2공화국 (1960~1961)
1960년 민주당 정권은 대통령 직선제와 국민투표제를 없애고 의원내각제로 개헌을 하였다.
1961년 박정희는 5.16 군사 정변으로 정권을 잡았다. 1962년 제5차 헌법 개정에서는 헌법 개정에 한해 국민투표제가 다시 채택되었다. 1962년 12월 17일 박정희는 제1차 국민투표를 통해 대통령 직선제를 복구시켰다.

### 박정희 정부 (1961~1979)
1972년 10월 17일 4가지 비상조치가 포함된 대통령 특별선언을 발표한 소위 10월 유신이 있었다. 이날 발표된 비상조치 아래 1972년 11월 21일 제3차 국민투표가 실시되어 1972년 12월 27일 대한민국 헌법 제8호(유신헌법)이 통과되었다. 유신헌법은 초헌법적이었으며, 국민주권 원리, 권력 분립 원칙, '자유민주주의' 이념에 반하였고, 개인의 자유와 자율을 삭제하고 축소시켰다. 여기에서의 '자유민주주의'는 '근대 서구정치에서의 대의민주주의'는 물론, 자유주의와 민주주의의 합성어도 가리킨다.

### 전두환 정부 (1980~1987)
1980년 10월 27일 대통령 간선제로 하되 선거인단은 국민이 선출하도록 개헌하였다.
1987년 6.10 항쟁을 통해 국민의 힘으로 대통령 직선제를 수복하였다.  이후 1987년 10월 29일 대통령 직선제가 포함된 제6공화국 헌법이 공포되었다.

### 노태우 정부 (1988~1992)
1970~80년대에 이르러 ‘한국식 자유주의’를 둘러싼 '해석'에 변화가 생겼다. 반공주의와 같은 말로 여겨지던 자유민주주의에서 언론·출판·집회·결사의 자유와 같은 기본권적 자유주의를 재발견하는 세력이 등장했다. 이른바 '민주화 세력'이다. 박찬표 목포대 교수는 체제 경쟁 차원에서 헌법에 삽입됐던 기본권적 자유주의 조항이 "국가에 저항하는 시민사회의 무기가 되었다"고 평가하였다. 1980년 광주항쟁, 1987년 6월 항쟁 등으로 이어진 민주화운동 과정에서 '자유'는 반공주의가 아닌 민주주의의 슬로건이 됐다. 1990년대 민주정부의 등장은 그 결실이었다. 다만 민주화 세력이 주창한 자유주의는 여전히 민중성·민족성과 강하게 결합돼 있었다. 문지영 영국 케임브리지대 연구원은 "(저항 이념으로서의) 한국 자유주의 역시 '개인'보다 전체로서의 '민족' 또는 '민중'을 권리의 담지자로 강조했다"고 평가하였다. 민주화 세력의 자유주의는 자유의 주체인 '개인'을 제시하지 못하고 민중·민족·국가 등 '공동체'에 몰두했다는 점에서 여전히 미성숙한 상태였다.
1988년 1월 1일 노태우는 신년사에서 '정치인에 대한 풍자의 자유를 적극 허용한다'고 밝혔다. 이에 따라 제5공화국 시절 은근히 유행하던 정치인들에 대한 풍자가 본격적으로 재개되었다.

### 김영삼 정부 (1993~1998)
김영삼 정부는 경제정책으로 당시 세계 경제 기조에 따라 신자유주의 정책을 시행하였다. 역대 정부중 처음으로 예술가와 작가들의 반정부성 작품과 사회비판을 허용하였으며, 언론의 사회비판 역시 전면 허용하였다. 김영삼 정부 출범 직후 김영삼의 특별지시로 사회운동가 김남주 등이 석방되었다.

### 김대중 정부 (1998~2003)
김대중 정부는 경제적으로 국제 통화 기금(IMF)의 지침에 따라 신자유주의 정책을 강화하였다. 그리고 역대 정부중 처음으로 사회적 자유주의적인 정책을 시행했는데, 1999년 국민연금 정책이 전국민으로 확대되었고, 2001년 1월 29일 정부조직법 개편에 따라 여성부와 국가인권위원회가 신설되었다.
1998년 10월 20일부터 총 4차례에 걸쳐 일본의 대중문화를 개방하였다.
김대중 정부 시기 제도적 차원에서 실질적 민주화가 이루어지고 민주주의 요소에서 실질적인 참여민주적 활동이 보장되면서 대한민국의 자유주의는 현대적 의미의 자유주의로 발전하였다. 그 골자는 대북 정책에서 햇볕정책으로 대표되는 평화주의 노선을 제창하며, 국내 여성, 장애인, 기타 사회적 약자의 인권을 증진시키는 동시에, 정치와 행정 차원에서 권위주의를 해소하는 정책이 포함되었다. 추가적으로, 비제도권 시민의 정치 참여를 보장은 법제화도 이루어졌다.
한편으로, 김대중 정부는 경제 정책에서 전형적인 신자유주의 노선을 채택하였다. 이에 따라 금융 개방 기조는 이전 시기에 비해 급진적으로 추진되었고, 자연스럽게 세계화 편입을 이루었다.
교육 정책 역시 세계화 편입에 따라 상대 평가 전면 도입, 미국식 입학사정관제의 도입, 수시 전형의 전면적인 도입, 과외 활성화 등 여러 미국식 자유주의 교육 정책이 이루어졌다. 이러한 교육 정책은 상당히 기형적인 교육 방식을 낳았으며, 경쟁 과잉으로 인한 사회적 문제를 파생시켰다. 이어서, 그간 획일성과 전통적 공정성에 기초한 보수주의 교육 기조가 해소되었고, 교육에서 부익부 빈익빈 현상이 심화되었다.

### 노무현 정부 (2003~2008)
노무현 정부는 과거 정부의 신자유주의 경제 정책을 계승하였다. 이어서 정치·사회 차원에서 사회자유주의적 요소를 강화하였고, 앤서니 기든스의 사회투자국가론과 신정부론을 정치경제정책의 기조로 삼았다.
2005년 호주제가 폐지되었다.
노무현 정부 시기 참여민주주의, 비공식적인 영역에서 시민의 직접적인 정치 참여, 탈권위주의, 대북 정책에서 평화 노선의 고수, 혼합 경제 등은 민주당계 정당을 잇는 자유주의 흐름의 대표적인 특징이 되었으며, 이는 기존 김대중계의 자유주의 노선을 채택한 정치 집단과 병립을 하면서 상당히 넓은 범주의 이념적 스펙트럼을 지향하게 되었다.

### 이명박 정부 (2008~2013)
이명박 정부는 작은 정부를 지향하는 신자유주의 기조를 세웠고, 규제 개혁을 추진하여 기업 활동을 촉진시키고자 하였다.

### 박근혜 정부 (2013~2017)
박근혜 정부는 이명박 정부에 이어 신자유주의 기조를 이어나갔다.
2016년 4월 29일 신천지예수교증거장막성전(약칭 신천지, 교주 이만희)는 전국적으로 대규모 집회를 개최하였다. 신천지는 이날 대규모 집회에 앞서 “정부에게 간곡히 부탁드리는 것은 헌법 20조 1·2항을 지켜달라는 것”이라며 “특히 종교 문제와 관련하여 지금까지는 편향적인 것이 너무나 많았다. 정치인이든 종교인이든 사회인이든 간에 자유민주주의 안에서는 다 같은 주인이며 다 같은 국민이다. 편향적으로 둘로 나누어서는 안 된다”고 주장하였다. 한편 진용식 한국기독교이단상담소협회장은 "박원순 서울시장이 취임한 뒤 퀴어문화축제와 신천지집회 등 전임시장 때는 상상도 못했던 행사가 버젓이 서울광장에서 열리고 있다"고 비판했다. 이에 대해 서울시 관계자는 "서울시 조례상 (광장사용 문제에서) 종교 차별을 둘 수 없다”면서 “조례상 위배되지 않으면 반려 권한이 없다"고 반박했다.

### 문재인 정부 (2017~2022)
문재인 정부는 사회적 자유주의 기조를 내세웠고, 경제정책으로 수정자본주의를 내세웠다.
2020년 7월 7일 대법원은 "병역강제는 과도한 양심의자유 제한"이라며 어릴 때부터 여호와의 증인 신도로 지내다가 양심의 자유를 이유로 병역을 거부한 남성에게 무죄를 선고하였다.
코로나19가 한참 유행이던 2020년 10월 3일 경찰이 서울 광화문광장과 서울광장 등 광화문역 일대를 온종일 점령하고, 일반 시민 통행을 원천 봉쇄했다. 경찰 인력 11,000여 명이 도심 일대에서 불심검문을 벌였다. 경찰 버스 300여 대를 동원한 총연장 4 km짜리 차벽(車壁)이 일대 도로와 인도 사이를 차단했다. 정부 규탄 시위를 막기 위해서였다. 경찰은 서울시 경계와 한강 다리, 도심에서 시위대 진입을 차단하기 위한 '3중 검문'을 시행했다. 서울 시내 진입로 90곳에 검문소가 설치됐다. 태극기 등을 실은 차량은 통행을 금지당했다. 인도 위에도 철제 바리케이드를 세워 시민 통행을 막았다. 도심 내 직장 근무자임을 증명하지 못하면 통과시켜 주지 않았다. 대법원은 2007년 농민집회 당시 이와 비슷한 방식의 '원천 봉쇄' 행위에 대해 위법이라고 판결한 적이 있다. 시내 곳곳에서 시민들이 경찰과 마찰을 빚었다. 오전 11시 25분쯤 광화문우체국 인근 보도에서는 한 50대 남성이 경찰을 향해 "광화문이 네 거냐"고 따졌다. 그는 “80년대 군부 독재 시절 거리에 나온 기분”이라고 투덜댔다. 정의당 심상정 대표는 이날 “집회와 시위의 자유는 사회적 약자들을 위한 권리”라며 “경찰이 방역 편의주의를 앞세워 함부로 침범해선 안 된다”고 비판했다. 다만, 데일리안이 여론조사 전문기관 알앤써치에 의뢰해 전국 성인남녀 1010명을 대상으로 진행한 여론조사 결과에 따르면 응답자의 51.5%는 "개천절 집회에 동원된 경찰력이 과잉조치였느냐"는 물음에 '반대' 의견을 냈다. 응답자 중 "과잉조치였다"고 답한 비율은 42.4%였으며 "잘 모르겠다"고 한 비율은 6.1%였다.

## 경제적 자유주의 관련 사건
두 차례의 경제계획이 성공적으로 끝나자, 제3차 경제개발계획은 경제전문가들과 정책관계자들이 자신감을 가지고 시장기능을 중시하고 각종 유인책에 따라 민간 부문 기업활동을 촉진하게 하는 방향으로 전환하였다.
제6차 경제개발계획(1987~1991)의 기본 방향은 자율과 경쟁에 입각하여 자원이 배분될 수 있도록 시장 경제의 원활한 운용을 도와 주고, 분배의 공평을 도모하는 데 두고 있다.
2002년부터 2007년까지 이어진 일련의 대한민국의 자유 무역 협정 체결은 관세 축소화, 노동 유연화, 경쟁 가속, 고부가가치 산업 위주의 발전 등 여러 경제적 자유주의 요소를 증대하였으며, 결정적으로는 제조업 분야가 세계화 체제에 편입되는 결과를 초래하였다.

## 가치관
- 정치·경제관
  - 모든 분파에 공통되는 가치관: 자유주의, 개인주의, 민주주의, 시장 경제, 삼권 분립
  - 분파에 따른 구분
    - 고전적 자유주의
    - 사회적 자유주의
    - 수정자본주의(케인스 학파, 네오 케인스 학파, 새 케인스 학파, 포스트 케인 학파)
    - 신자유주의 (시카고 학파 )

- 사회관·문화관
  - 모든 분파에 공통되는 가치관: 문화적 자유주의, 사상의 자유, 표현의 자유, 집회의 자유, 종교의 자유
  - 분파에 따른 가치관: 세계화, 자유주의적 여성주의

## 참고 문헌
- 《공동체 자유주의》 (박세일 외·나남)
- 《보수주의》 (로버트 니스벳·이후)
- 《신자유주의》 (데이비드 하비·한울)
- 《자유주의: 시장과 정치》 (김한원 외·부키)
- 《한국의 국가 형성과 민주주의》 (박찬표·후마니타스)
- 《한국의 보수주의》 (김병국 외·인간사랑)
- 《한국 보수세력 연구》 (남시욱·나남출판)
- 《한국 자유주의의 기원》 (이나미·책세상)

## 같이 보기
- 자유주의
- 대한민국의 민주당계 정당
- 더불어민주당